# Muscari bourgaei
Muscari bourgaei är en sparrisväxtart som beskrevs av John Gilbert Baker. Muscari bourgaei ingår i släktet pärlhyacinter, och familjen sparrisväxter. Inga underarter finns listade i Catalogue of Life.